# Georg-Melches-Stadion

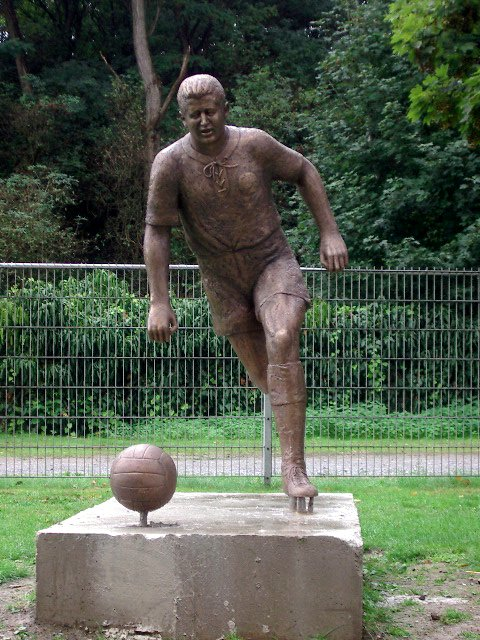
Helmut-Rahn-Statue am Stadion

Das Georg-Melches-Stadion war das größte Fußballstadion der Stadt Essen und lag im Stadtteil Bergeborbeck. Es wurde 1964 zu Ehren des im Jahr zuvor verstorbenen Georg Melches, eines Mitgründers von Rot-Weiss Essen, umbenannt. Bis dahin hatte es den Namen Stadion an der Hafenstraße getragen.

## Geschichte
Das Stadion diente primär als Spielstätte des Fußballvereins Rot-Weiss Essen, wurde aber auch für andere Veranstaltungen genutzt. Bis 1975 war die Spielstätte in Besitz des Vereins, dann folgte der Verkauf an die Stadt aus finanziellen Erwägungen. Die Kapazität belief sich zuletzt auf 15.000 Plätze (fast alle überdacht, nur die ersten fünf Reihen der Sitzhaupttribüne waren „ungedeckt“), davon 11.000 Steh- und 4.000 Sitzplätze. Am 26. Juni 1966 waren 36.000 Zuschauer im Stadion, als RWE gegen den FC St. Pauli trotz einer knappen Niederlage den Aufstieg in die 1. Bundesliga schaffte.

„Als wir 1966 in die Bundesliga aufstiegen, hatten wir zwar einen Zuschauerschnitt von 23.000, aber keine öffentliche Bedürfnisanstalt. Die Leute haben in alle Toreinfahrten und Türeingänge gepisst. Da mussten wir – Auflage des Gesundheitsamtes – für 130.000 Mark eine Toilettenanlage bauen.“

 Seit 1994 war es ein Stadion mit nur noch drei Tribünen, einmalig in Deutschland mit dieser Kapazität.
Am 21. Mai 2012, einen Tag nach dem letzten Spiel im Georg-Melches-Stadion, begannen die Abrissarbeiten.

## Stadionblöcke
- Die Gegengerade im Norden war eine reine Stehplatz-Tribüne, die Mitte der 1970er Jahre überdacht und vergrößert wurde. Mit Beginn der Saison 2005/06 musste die Tribüne aufgrund von DFB-Vorgaben aufgeteilt werden, um eine vernünftige Fantrennung nach, während und vor den Spielen gewährleisten zu können. Der frühere Block I an der Westseite der Tribüne diente nun als Block G für die Gästefans und war mit einem doppelten Zaun vom Rest der Tribüne getrennt, auf dem sich nach wie vor die Anhänger von Rot-Weiss Essen aufhielten. Der Gästeblock fasste etwa 2100 Zuschauer. Im Außenbereich des Gästeblocks befanden sich Würstchenbuden sowie Bierstände und eine große Toilette. Durch die getrennte Zuführung der Auswärtsfans konnte letztendlich auch anforderungsgemäß eine ausreichende Eingangskontrolle gewährleistet werden.

- Die Osttribüne  war eine ehemals unüberdachte Kurve für Gästefans. 1983 wurde sie als überdachte Stehplatz-Gerade neu gebaut. Seit Beginn der Saison 2005/06 war sie komplett den RWE-Fans vorbehalten.
- Die Haupttribüne,  Baujahr 1956, war ein reiner Sitzplatzbereich, in dessen Innern sich zudem die Geschäftsstelle, das Vereinslokal, diverse Funktionsräume und andere Einrichtungen befanden. Hinter der Haupttribüne befand sich übergangsweise das VIP-Zelt. Bis Anfang der 80er Jahre stand zwischen Haupttribüne und Spielfeld eine Stahlrohr-Vortribüne.
- Die Westkurve wurde aufgrund von Baufälligkeit bereits Anfang der 1990er Jahre abgerissen.
- Von Januar 2008 bis zum Sommer 2011 hing in der ehemaligen Westkurve auch eine Anzeigetafel (3,4 m × 1,8 m). Sie wurde durch eine kleine Tribüne mit einer Anzeigetafel ersetzt, die über die Saison 2011/12 mit dem Motto Die Westkurve lebt aufgebaut wurde.

## Vorbildcharakter in den 1950er Jahren
In den 1950er Jahren besaß das Stadion als eine der ersten modernen Spielstätten in Deutschland einen gewissen Vorbildcharakter; unter anderem wurde hier am 8. August 1956 die erste Flutlichtanlage der Republik eingeweiht.
Außerdem zählte die Haupttribüne, die ebenfalls 1956 erbaut wurde, zu den ersten modernen Tribünenbauten Europas. Auch sie besaß einen Vorbildcharakter, da sie komplett überdacht war. Zudem wurden bereits damals eine Sauna, ein Fitnessbereich, ein Schwimmbad, eine medizinische Abteilung und Spielerwohnungen im Tribünengebäude eingerichtet. Die Presse sprach seinerzeit vom „deutschen Highbury“; ein respektvoller Vergleich mit der ehemaligen Heimstätte FC Arsenals.

## Stadionneubau

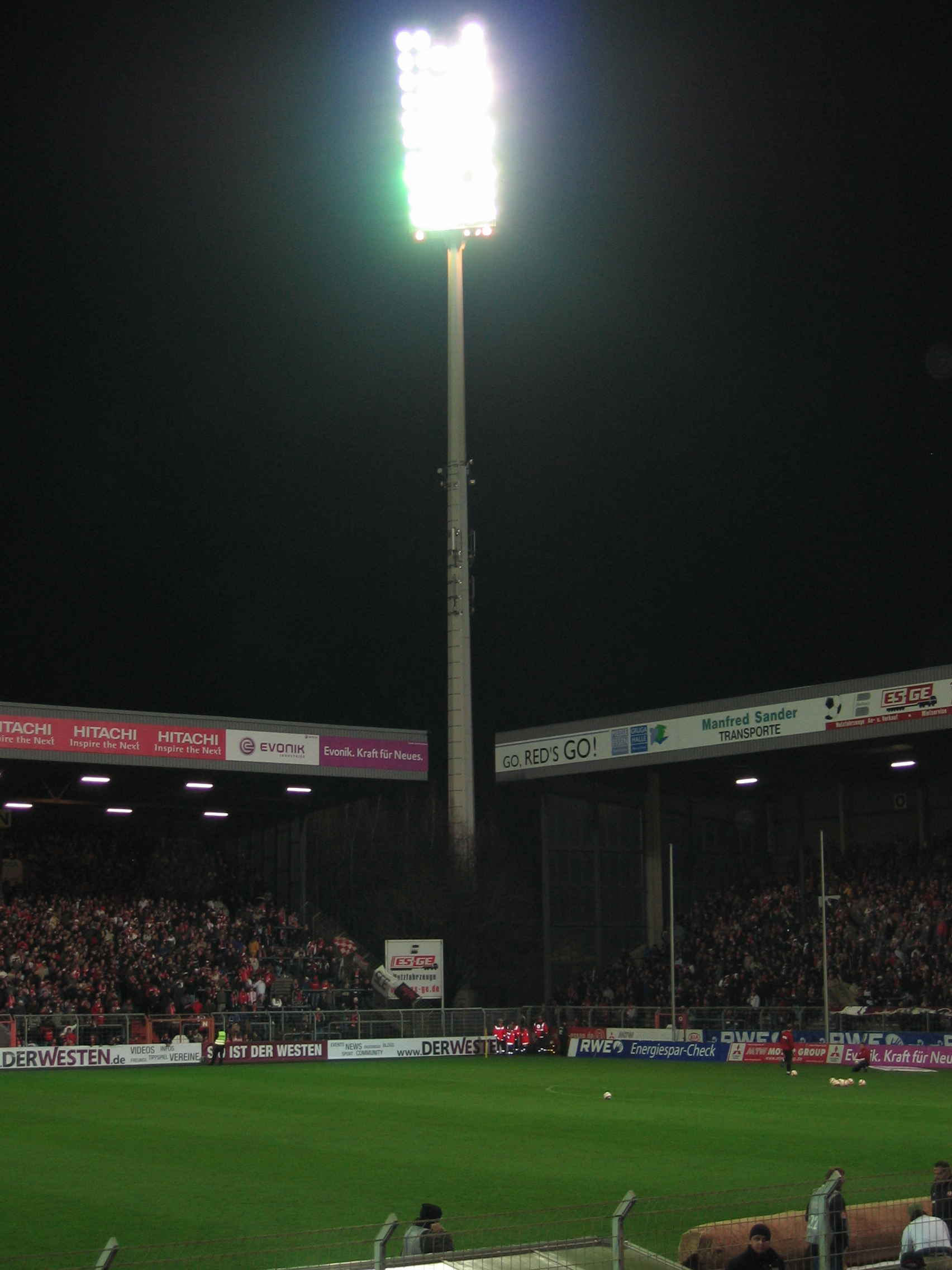
Flutlichtmast

Seit den 1990er Jahren dachte man in Essen über einen Neubau des Stadions an der Hafenstraße nach. Bereits Anfang 2005 sollte nach einem Ratsbeschluss der Stadt Essen vom 26. Mai 2004 mit dem Neubau begonnen werden. Nach dem erneuten Abstieg in die Regionalliga im Jahr 2007 wurde auf der Jahreshauptversammlung des Vereins am 30. Juni 2007 vom amtierenden Präsidenten Rolf Hempelmann der definitive Baubeginn bis spätestens 30. Juni 2008 angekündigt. Dieser Stichtag verstrich, ohne dass etwas passiert war; zudem reichte Hempelmann kurz zuvor seinen Rücktritt ein. Immerhin konnten durch neu geordnete Vereinbarungen mit den Hauptgläubigern MK Medien (ehemals Kinowelt/Michael Kölmel), sowie der dazugehörigen Sportwerbegesellschaft (SWS) die für einen Neubau notwendigen Grundvoraussetzungen, die vor allem von Banken und Investoren gefordert waren, seitens des Vereins erfüllt werden. Zudem gelang es, die Bauzusage von der sportlichen Qualifikation abzukoppeln. Einen zusätzlichen Impuls zum Stadionneubau sollte die Vergabe der Frauenfußballweltmeisterschaft 2011 an Deutschland geben, bei der Essen als möglicher Spielort vorgesehen war. Da jedoch die Umsetzung des Neubaus immer wieder ins Stocken geraten war, und so bis zum Stichtag Anfang Juli 2008 beim DFB keine konkreten Angaben zur vorgesehenen Stadioninfrastruktur gemacht werden konnten, wurde Essen von der Liste der potenziellen Austragungsorte gestrichen.
Am 4. März 2009 beschloss der Rat der Stadt Essen den Neubau eines Stadions mit der Bedingung, dass der Verein professionelle Strukturen vorweisen kann, eine Einigung mit dem langjährigen Sponsor, der MK-Mediengruppe vorliegt, und Sponsorenzusagen für das Stadion in rechtsverbindlicher Form vorliegen. Das neue Stadion sollte nordwestlich des alten Stadions entstehen und zunächst Platz für 20.000 Zuschauer bieten. Bei Bedarf sollte es auf eine Kapazität von bis zu 40.000 Zuschauer erweiterbar sein.
Am 8. August 2009, beim Spiel gegen den 1. FC Kaiserslautern II, vollzog der damalige Oberbürgermeister Wolfgang Reiniger den ersten Spatenstich für dieses neue Stadion, das ab September 2009 bis Juli 2011 gebaut werden sollte. Aufgrund der drohenden Überschuldung der Stadt Essen und des seit Juni 2010 laufenden Insolvenzverfahrens bei Rot-Weiss Essen war der Neubau erneut ins Stocken geraten. Hinzu kamen politische Aspekte infolge der Kommunalwahl 2009.
In der Ratssitzung vom 28. April 2010 erklärte Essens Oberbürgermeister Reinhard Paß, dass vor dem Hintergrund erneuter Finanzlücken des Vereins mit einem weiteren Engagement der ebenfalls überschuldeten Stadt Essen beim Stadionbau nicht zu rechnen sei.
Der Essener Stadtrat beschloss dann aber am 28. Oktober 2010 den Neubau eines Stadions mit rund 20.000 Plätzen. In dem neuen Stadion sollte ab der Saison 2012/13 neben Rot-Weiss Essen auch die Frauenfußballmannschaft der SG Essen-Schönebeck spielen.
Das neue Stadion an der Hafenstraße bietet 9.000 Stehplätze, 11.300 Sitzplätze, Presseplätze, Business-Seats, Logensitze sowie Rollstuhlplätze.

## Abrissarbeiten
Nach dem letzten offiziellen Liga-Spiel des RWE am 19. Mai 2012 gegen Fortuna Köln fand am darauf folgenden Tag ein Abschieds-Spiel einer Auswahl gegen eine Allstar-Mannschaft statt. Anschließend wurde mit dem Abriss der Nord-Tribüne und der Abtragung des alten Spielfeldes begonnen.
Nach der Fertigstellung des Warmgebäudes in der Haupttribüne, der Gast- und Gegentribüne sowie der Herrichtung des neuen Spielfeldes des neuen Stadions im August 2012 zog der Fan-Shop ins neue Stadion. Mitte September 2012 verließ auch die Geschäftsstelle die Haupttribüne des Georg-Melches-Stadions und zog ins Stadion Essen um. Im April 2013, kurz vor der Fertigstellung der letzten Tribüne des neuen Stadions, wurde mit den Abrissarbeiten an der Osttribüne begonnen. Anfang Mai 2013, nach Abriss der Ost-Tribüne, wurde ebenfalls mit dem Abriss der Haupt-Tribüne begonnen.
Am 20. Juni 2013 wurden die Abrissarbeiten an der ehemaligen Haupttribüne beendet. Anschließend wurde der durch die Abrissarbeiten entstandene Bauschutt kleingemahlen und anschließend zur Auffüllung der Baugrube genutzt. Anschließend wurde der nordwestliche Flutlichtmast entfernt. Der südwestliche Flutlichtmast blieb erhalten, und das ehemalige Stadiongelände wurde zu einem Parkplatz ausgebaut, der am 31. März 2014 in Betrieb genommen wurde.

## Weitere Veranstaltungen
Die bekannteste Tour des Schlagersängers Wolfgang Petry fand 1999 statt; das Konzert im Essener Georg-Melches-Stadion aus diesem Jahr wurde unter dem Namen Wolfgang Petry – Einfach Geil! auf DVD veröffentlicht. 